# Gamepad
Ein Gamepad (auch Joypad oder Controller) ist ein Eingabegerät zum Steuern von Computerspielen und eine Art eines Gamecontrollers. Dieses wird mit beiden Händen gehalten und hat in seiner einfachsten Form auf der linken Seite ein Steuerkreuz (oben, unten, links, rechts) und auf der rechten Seite eine Reihe von Aktions-Tasten. Steuerkreuz und Aktions-Tasten sind je nach Spiel unterschiedlich belegt, meist mit Springen oder Schießen. Seit Mitte der 1980er-Jahre ist das Gamepad das typische Eingabegerät für Spielkonsolen, das die vorher gebräuchlichen Joysticks ersetzte.

## Entwicklung und Hintergründe
Die ersten auf Spiele ausgelegten Eingabegeräte waren Paddles, mit denen beispielsweise der Arcade-Automat Pong oder die Heimkonsole Odyssey (beide 1972) gesteuert wurden. Die erste Spielkonsole, die mit einem Gamepad ausgeliefert wurde, war 1983 der Famicom von Nintendo, der ab 1985 als Nintendo Entertainment System (NES) weltweit vermarktet wurde. Die grundsätzliche Tastenanordnung des NES-Controllers (Steuerkreuz links, Funktionstasten mittig, Aktionstasten rechts sowie – seit dem 1990 erschienenen SNES-Controller – Schultertasten) wurde in der Folge bei fast allen Gamepads übernommen. Schrittweise erhöht hat sich die Anzahl der Aktionstasten.

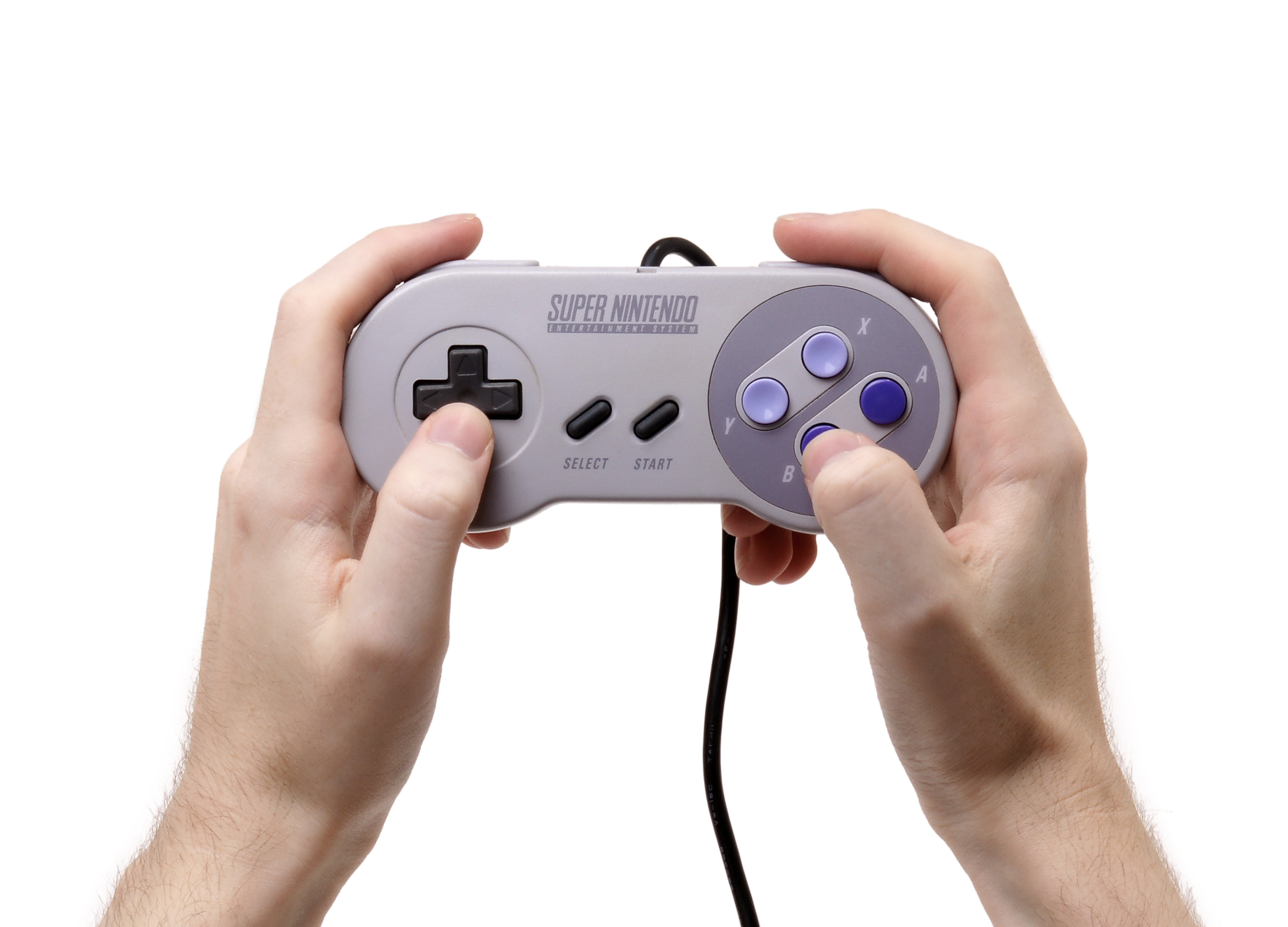
SNES-Gamepad mit dem von Nintendo patentierten Steuerkreuz

Nintendo hat sich 1983 die Form des Steuerkreuzes patentieren lassen. In den USA lief dieses Patent 2005 ab. Aus diesem Grund weicht die Form bei den meisten älteren Gamepad-Designs anderer Hersteller etwas ab.
Die ersten Gamepads arbeiteten rein binär: Wie die Cursortasten der Tastatur gibt das Steuerkreuz nur Auskunft darüber, ob z. B. „nach links“ entweder gedrückt wurde oder eben nicht. Für Spiele, bei denen neben dem „ob“ auch noch die Stärke eines Steuerbefehls wichtig ist (z. B. Autorennen oder Flugsimulatoren) waren solche Gamepads daher recht ungeeignet.
Das Joypad der im Dezember 1994 erschienenen ersten Sony PlayStation fügte Hörner an, die eine bessere ergonomische Handhaltung ermöglichten

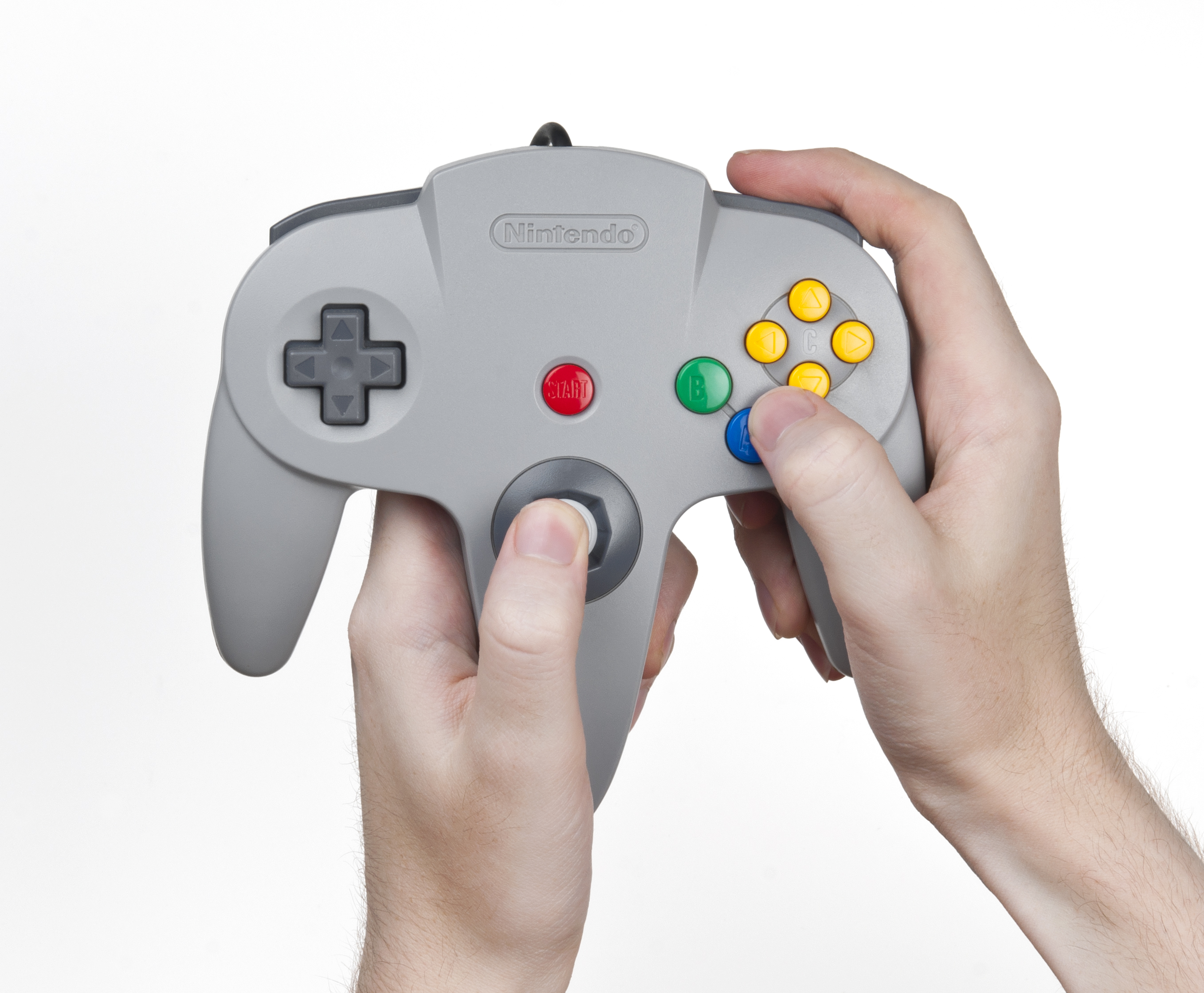
Haltung des N64-Gamepads bei Benutzung des Analog-Sticks

Eine weitgehende Erweiterung der Funktionalität kam im April 1996 mit dem Controller für das Nintendo 64 (N64) sowie im Juni 1996 für den Sega Saturn, bei denen erstmals wieder ein Analog-Stick zur Kontrolle vorhanden war. Außerdem hatte das Gamepad des N64 als erstes einen Erweiterungsslot. In diesen konnte ein Rumble-Pak eingesetzt werden, das Force Feedback, die Vibration des Gamepads, genannt Rumble, ermöglichte.

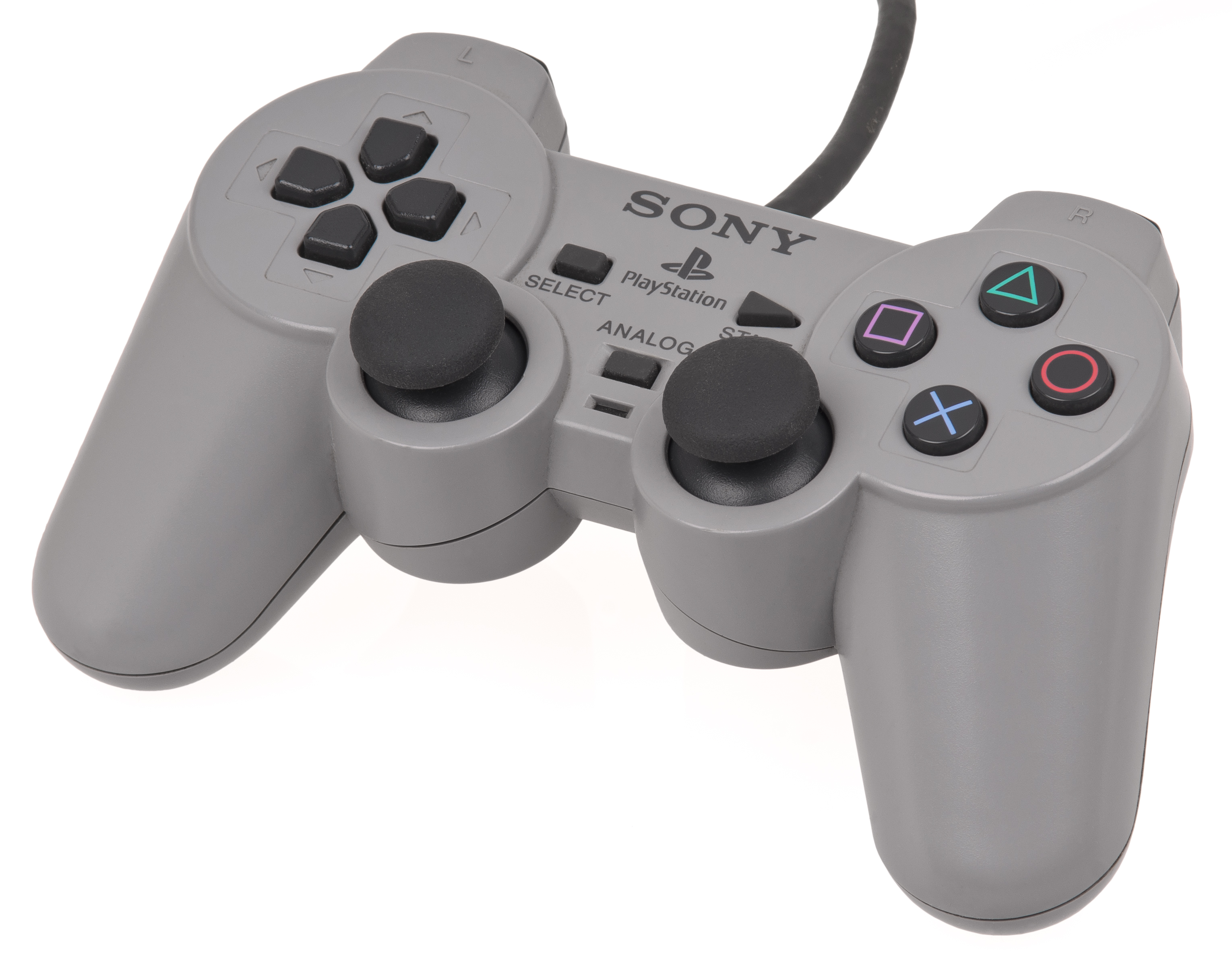
DualShock PlayStation-Joypad mit zwei Analog-Sticks

Der Anfang 1998 eingeführte DualShock-Controller der PlayStation verfügte über zwei Analog-Sticks. Sein Layout ist bis heute das Vorbild konventioneller Joypads. Unterschiede bestehen meist nur im Vertauschen von Steuerkreuz und linkem Analog-Stick, oder in Variationen von Anzahl und Anordnung der Buttons.
Die in westlichen Gefilden 1999 erschienene Dreamcast bietet 2 Erweiterungsslots. Wenn man eine VMU-Speicherkarte in den Slot 1 steckt, hat man ein zweites Display direkt auf dem Controller, auf dem mehr oder weniger relevante Spieldaten angezeigt werden.

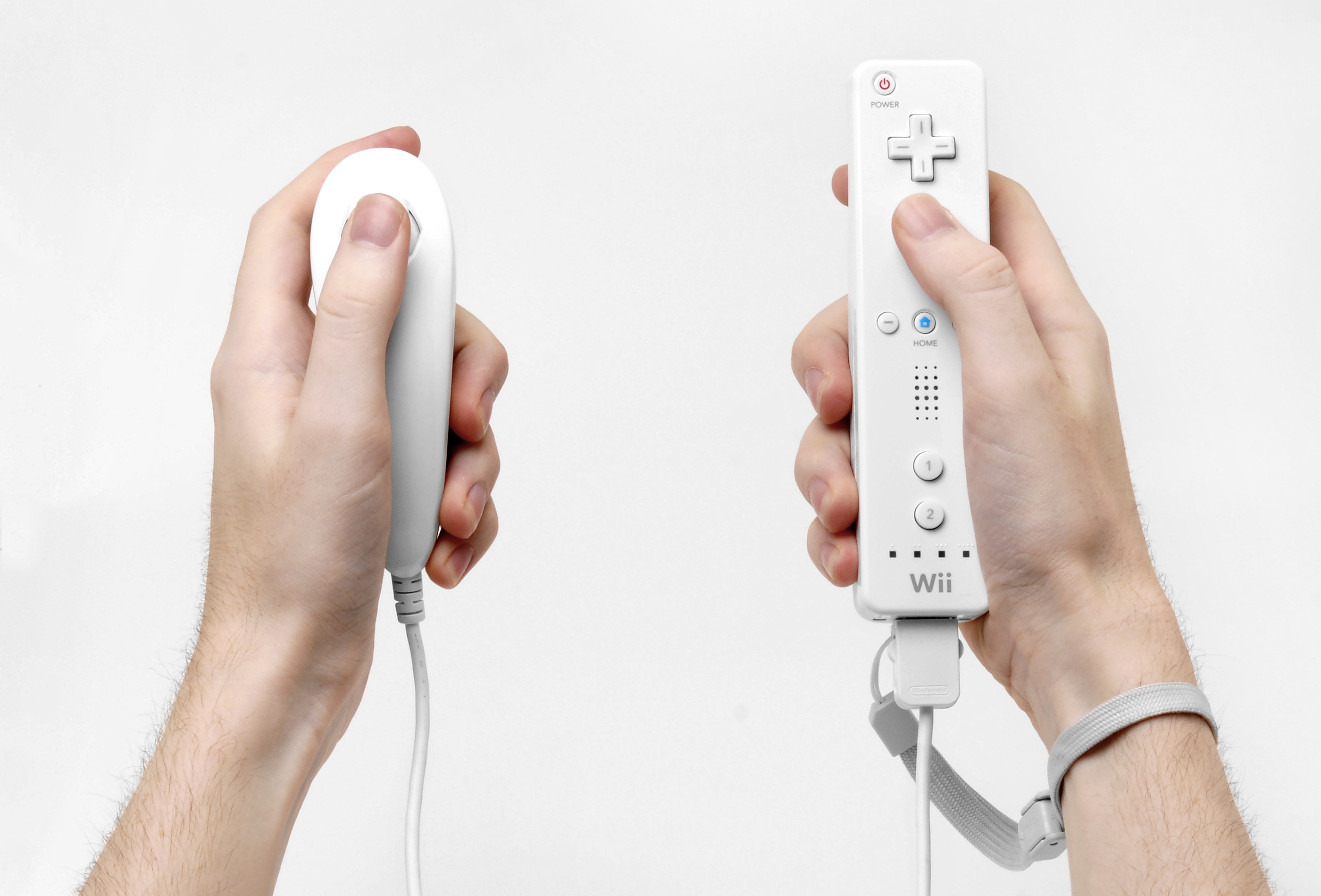
Haltung der Wii-Fernbedienung mit Nunchuk

Die 2006–2013 produzierte Nintendo-Spielkonsole Wii wurde nicht mit einem konventionellen Gamepad ausgeliefert. Die Wii-Fernbedienung beherrscht hingegen Motion-Control: das Eingabegerät erkennt Bewegungen, Drehungen, Lage und Position des Controllers und ermöglicht es, Befehle über Bewegungen auszulösen.
Da beinahe alle Genres auf Analogstick, Aktions-Tasten und Steuerkreuz zurückgreifen, nutzt der Großteil der Spiele die Wii-FB gleichzeitig auch als herkömmliches Gamepad – in Kombination mit dem Nunchuk werden auch diese Steuerungsmöglichkeiten geboten.
Quer gehalten erinnert die Tastenanordnung dieses Controllers an die des NES-Gamepads, diverse Spiele lassen sich nur auf diese Weise spielen.

## Gamepads im Laufe der Zeit

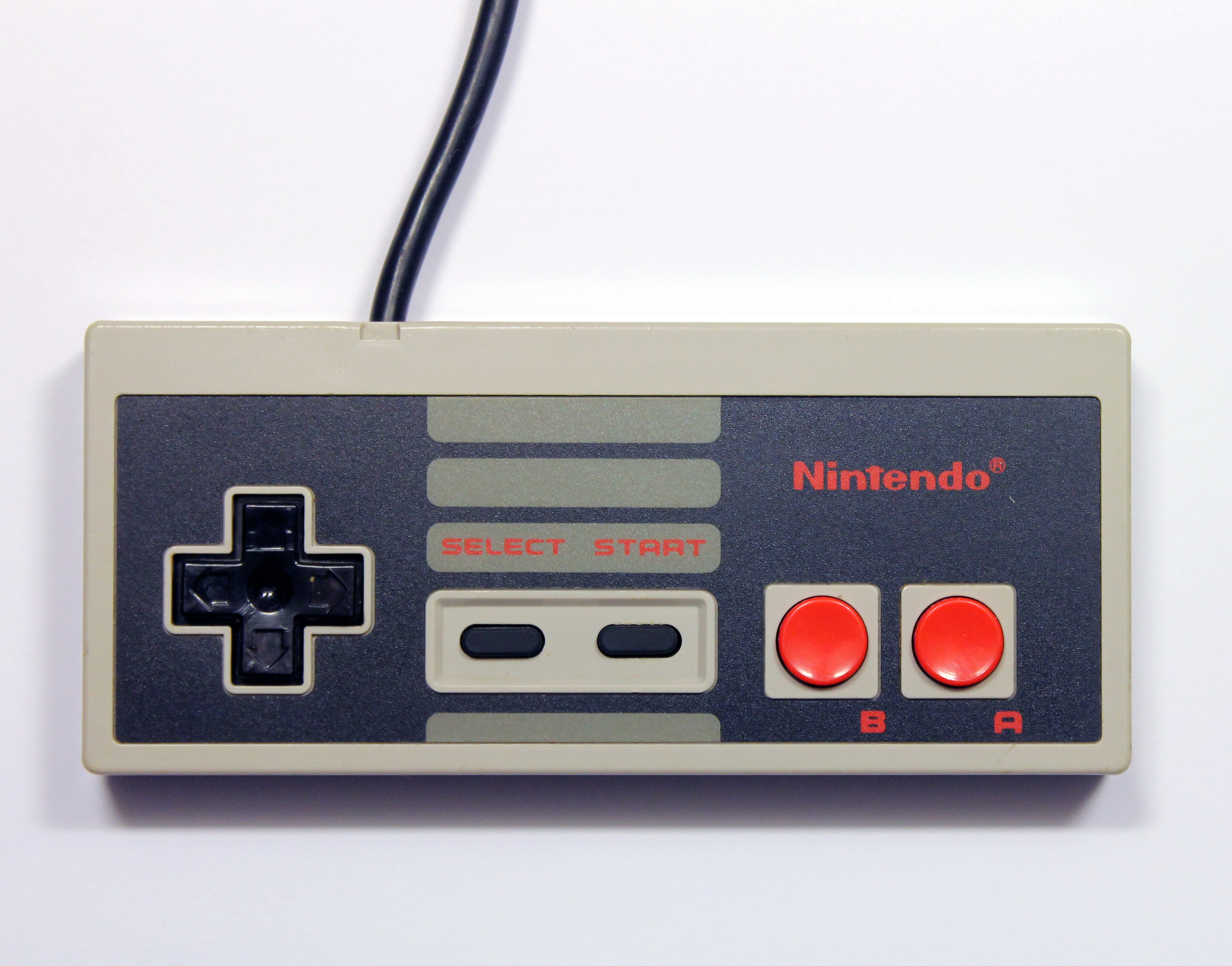
Nintendo-Entertainment-System-Controller (1985)
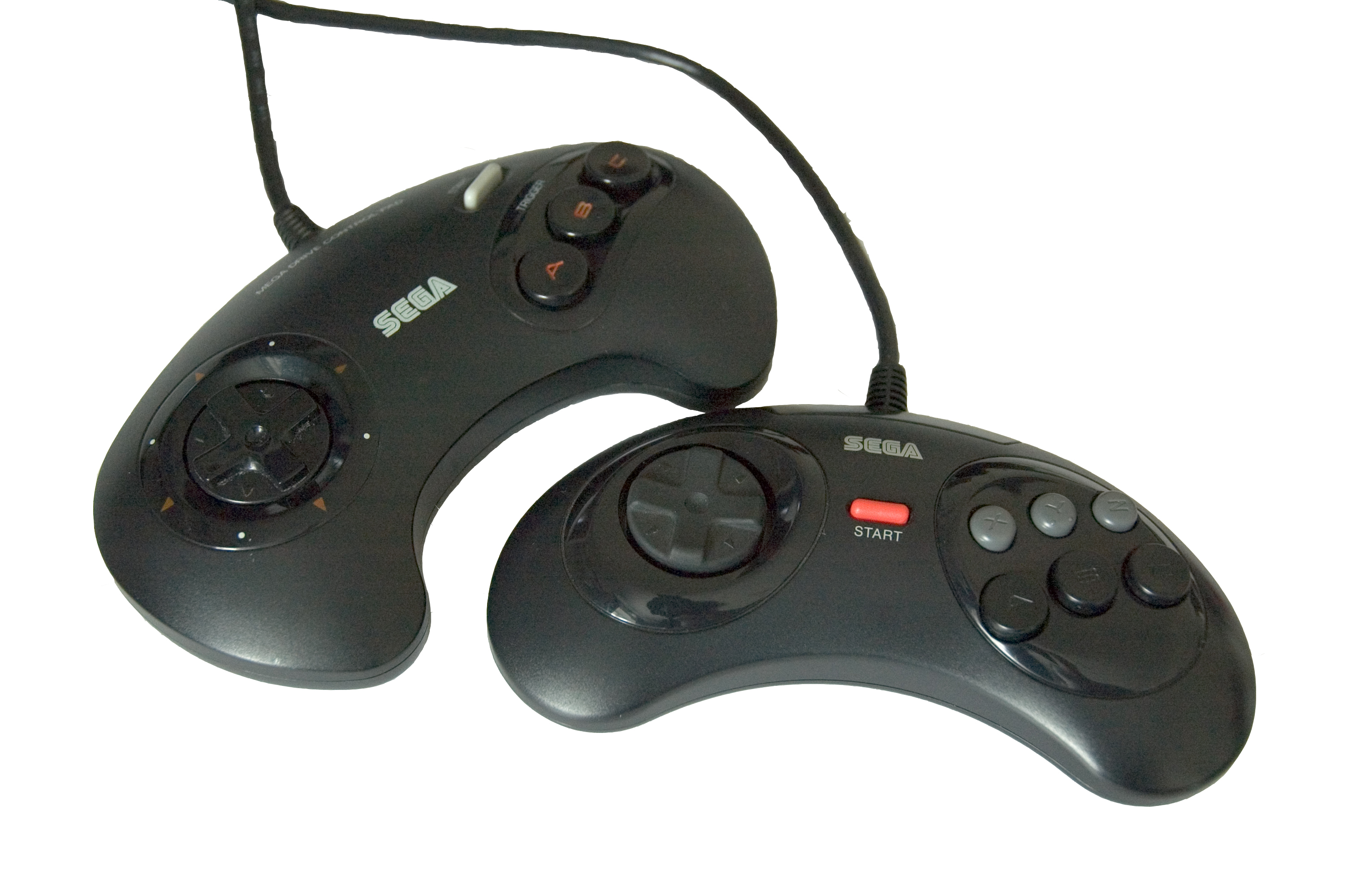
Sega-Mega-Drive-Gamepads mit drei (links, 1988) und sechs (rechts, 1993) Buttons
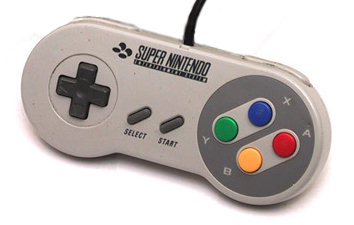
Super-Nintendo-Entertainment-System-Controller (1990)
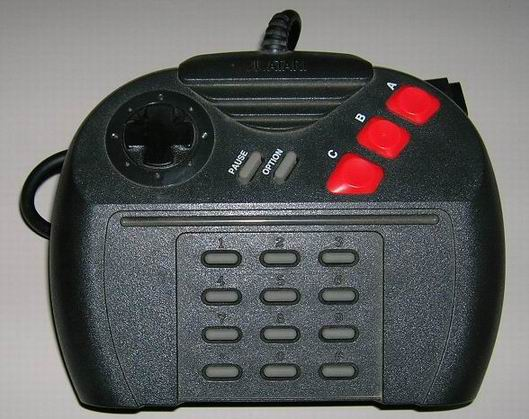
Atari-Jaguar-Gamepad „PowerPad“ (1993)
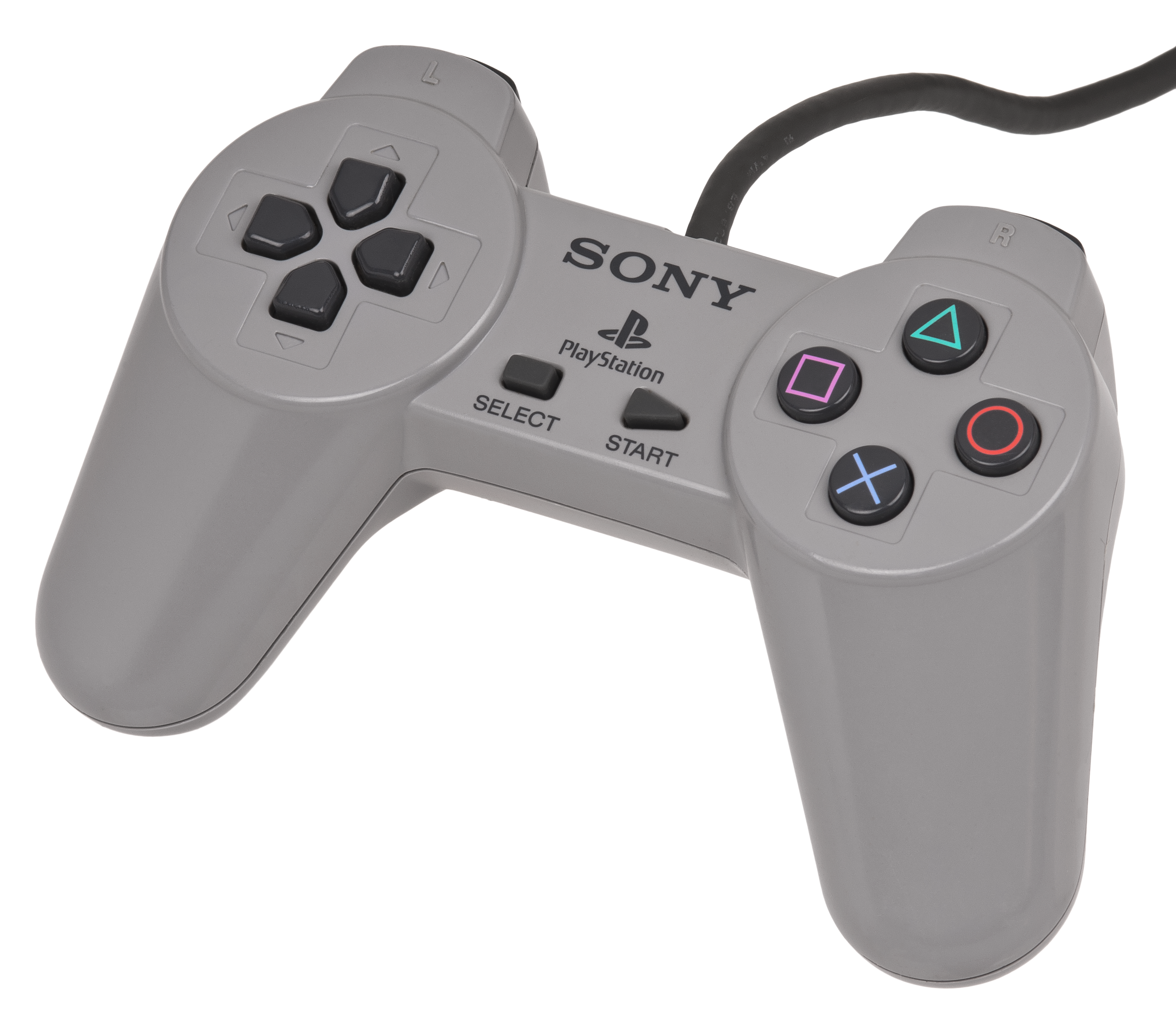
Erstes PlayStation-Joypad (1994)
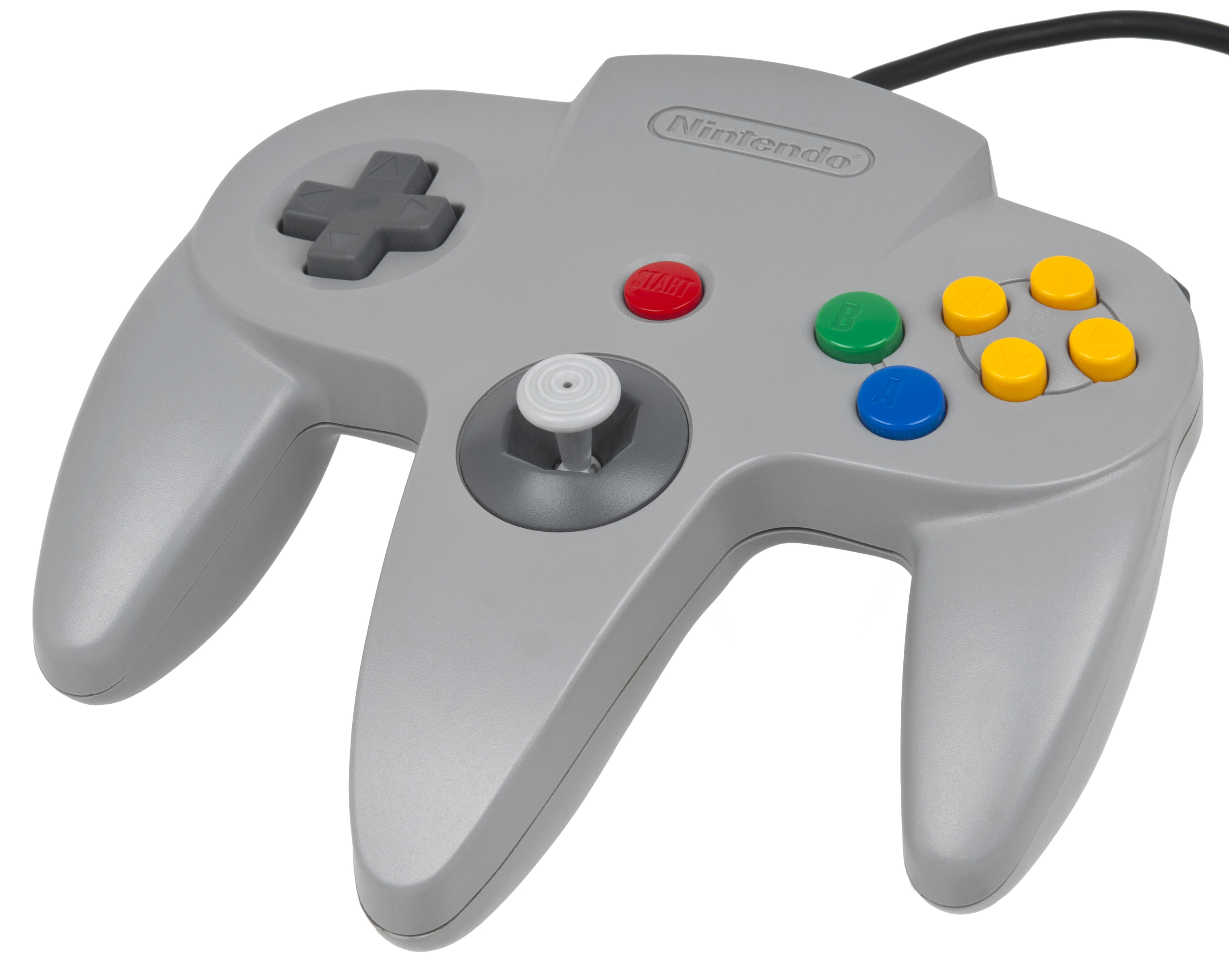
Nintendo-64-Controller (1996)
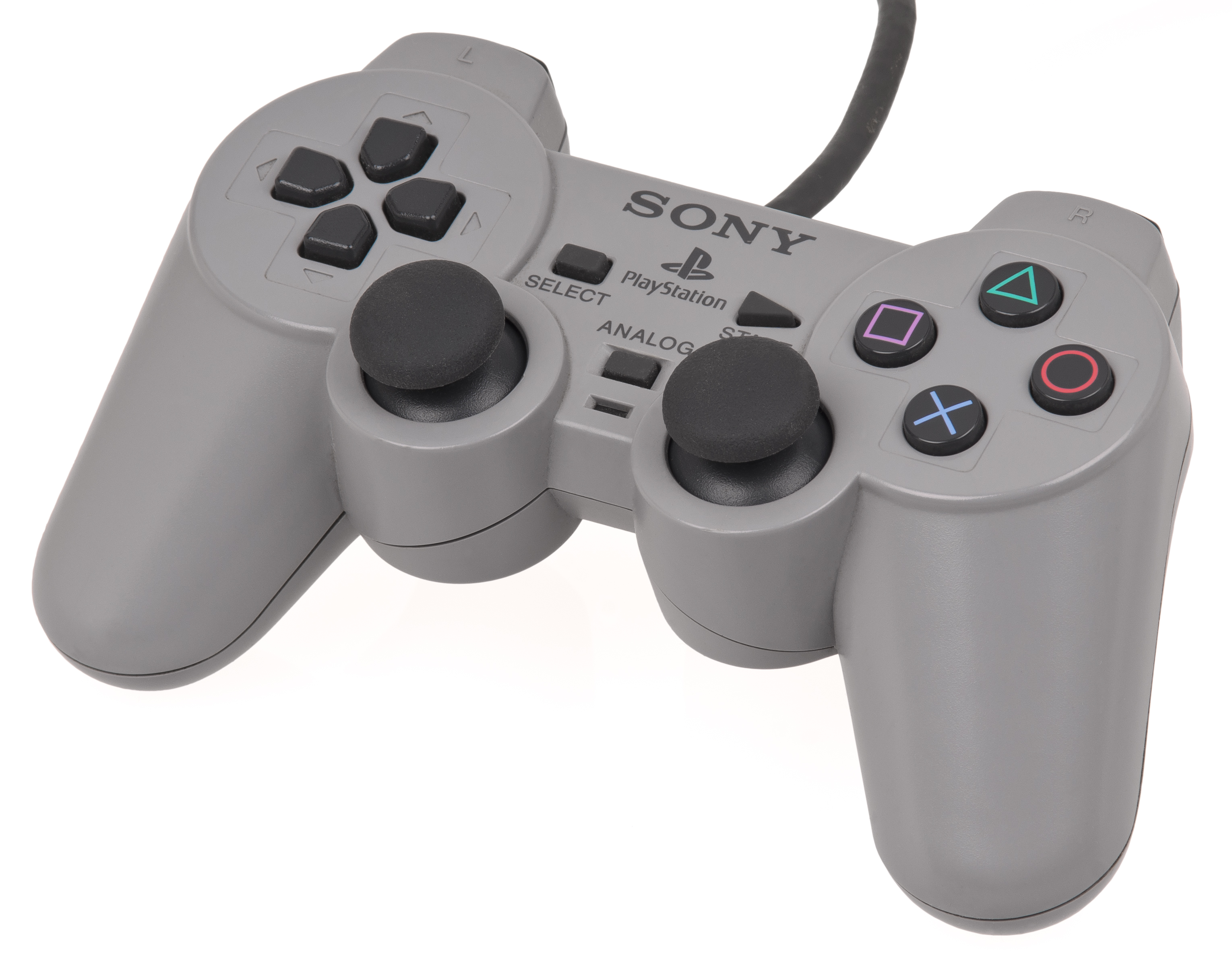
DualShock für die PlayStation (1998)
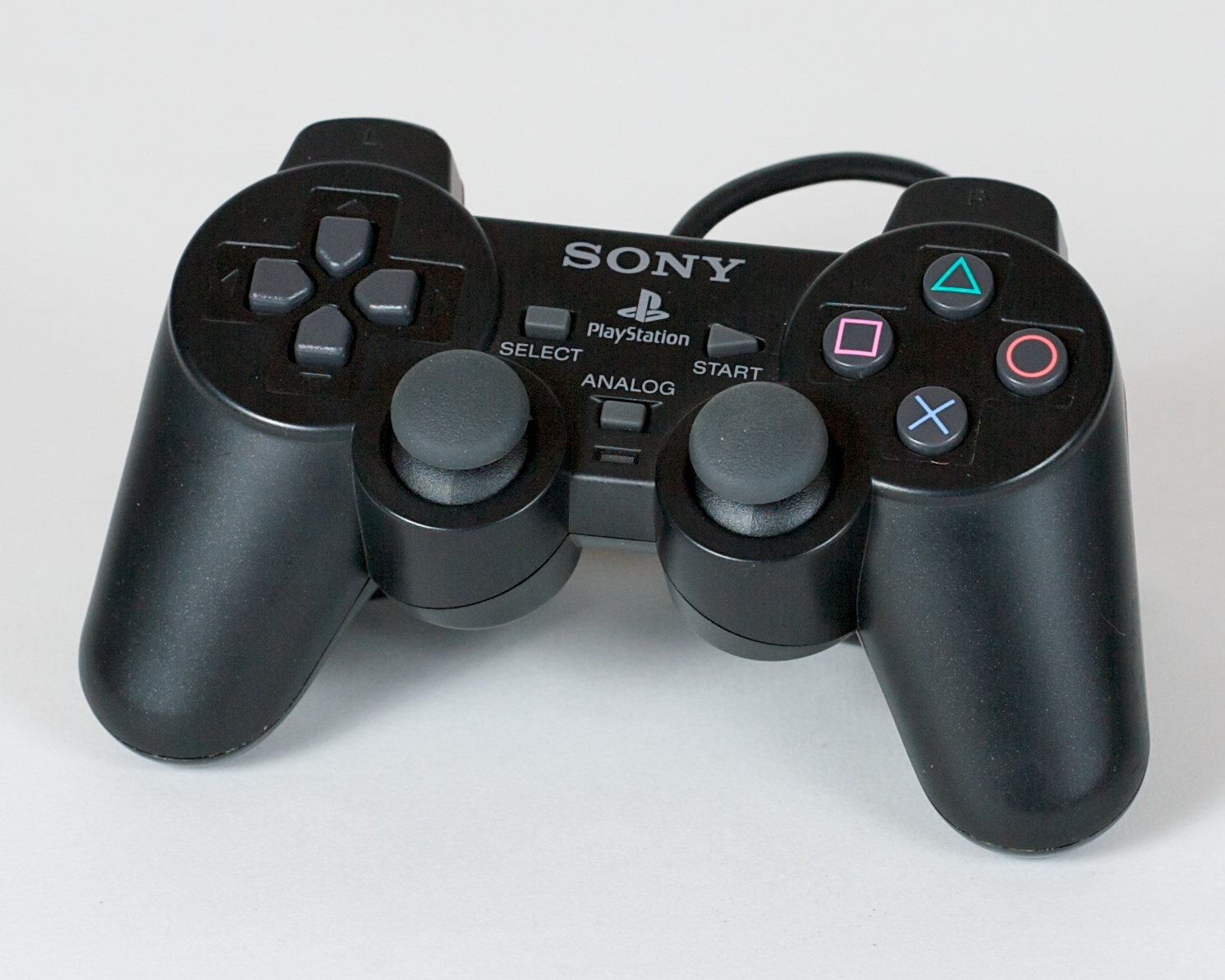
DualShock 2 für die PlayStation 2 (2000)
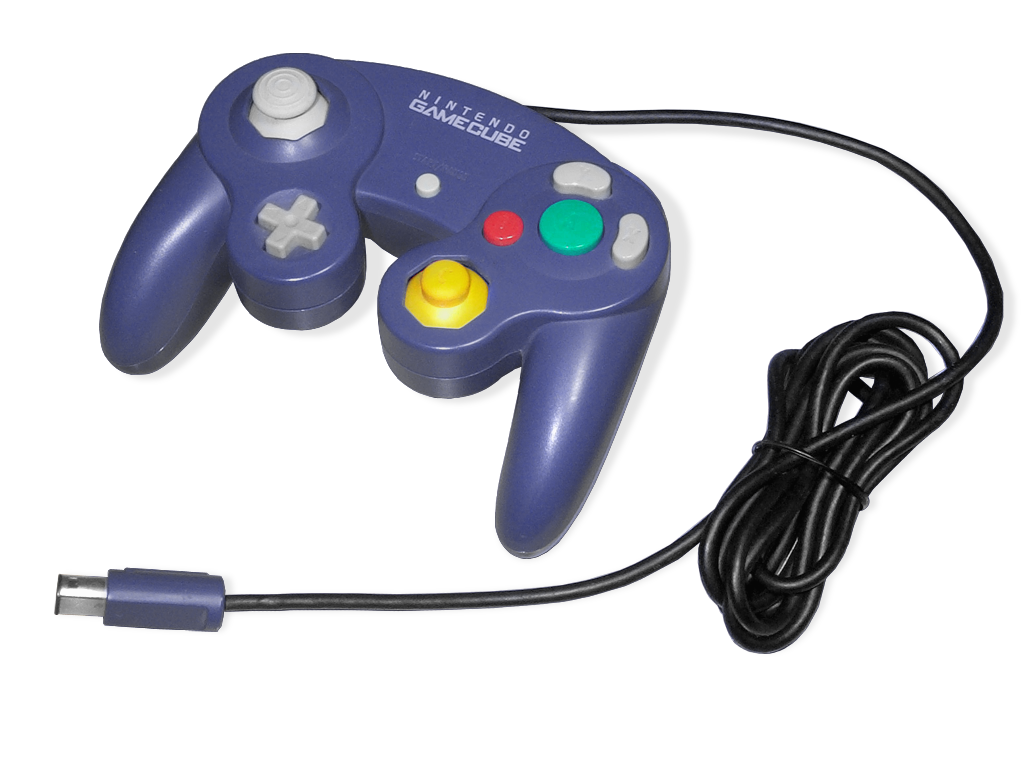
Nintendo-GameCube-Controller (2001)
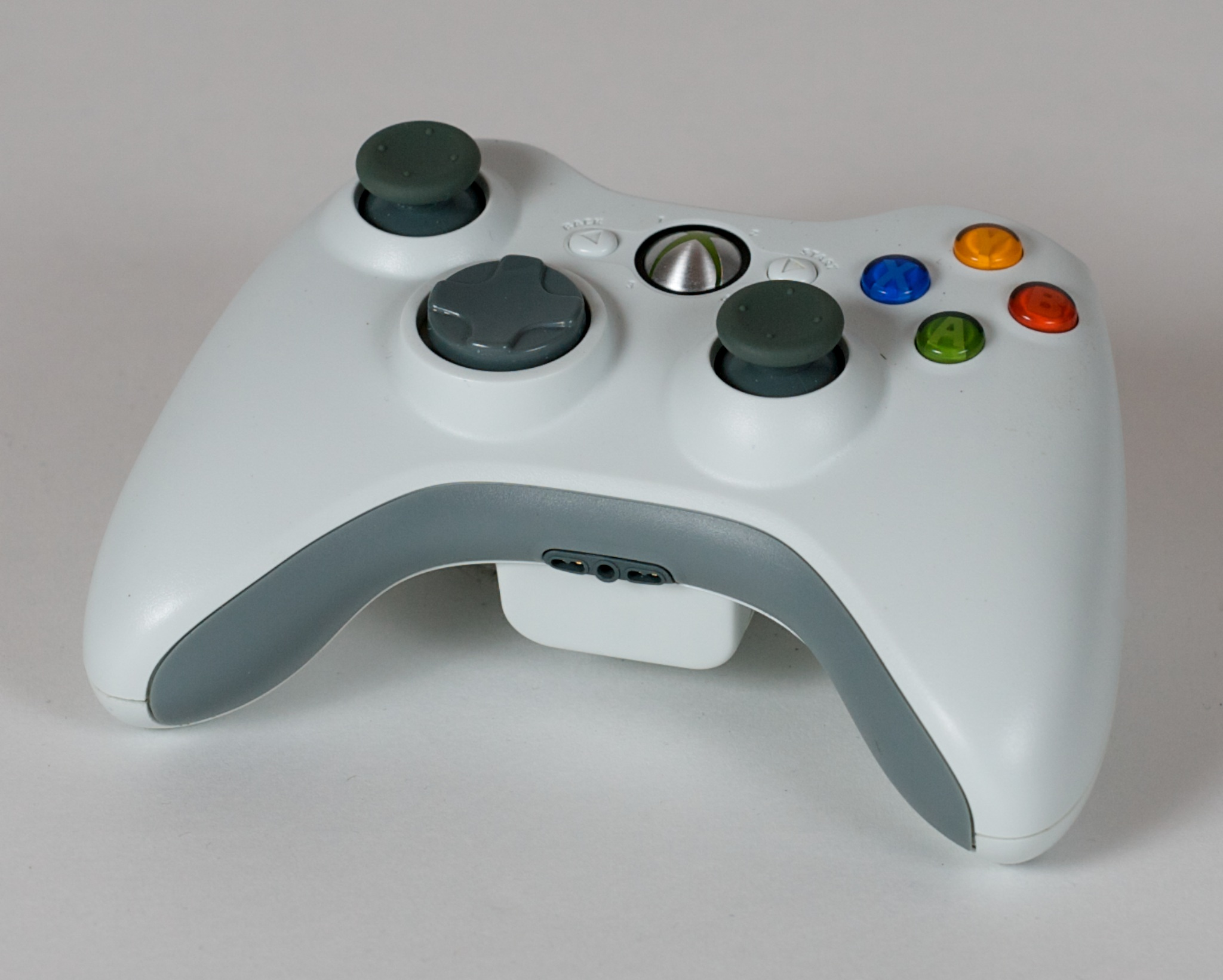
Xbox-360-Controller (2005)
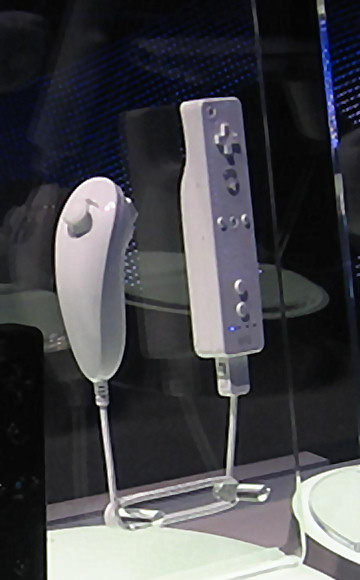
Wii: Wii-Fernbedienung (rechts) und Nunchuk (links) (2006)
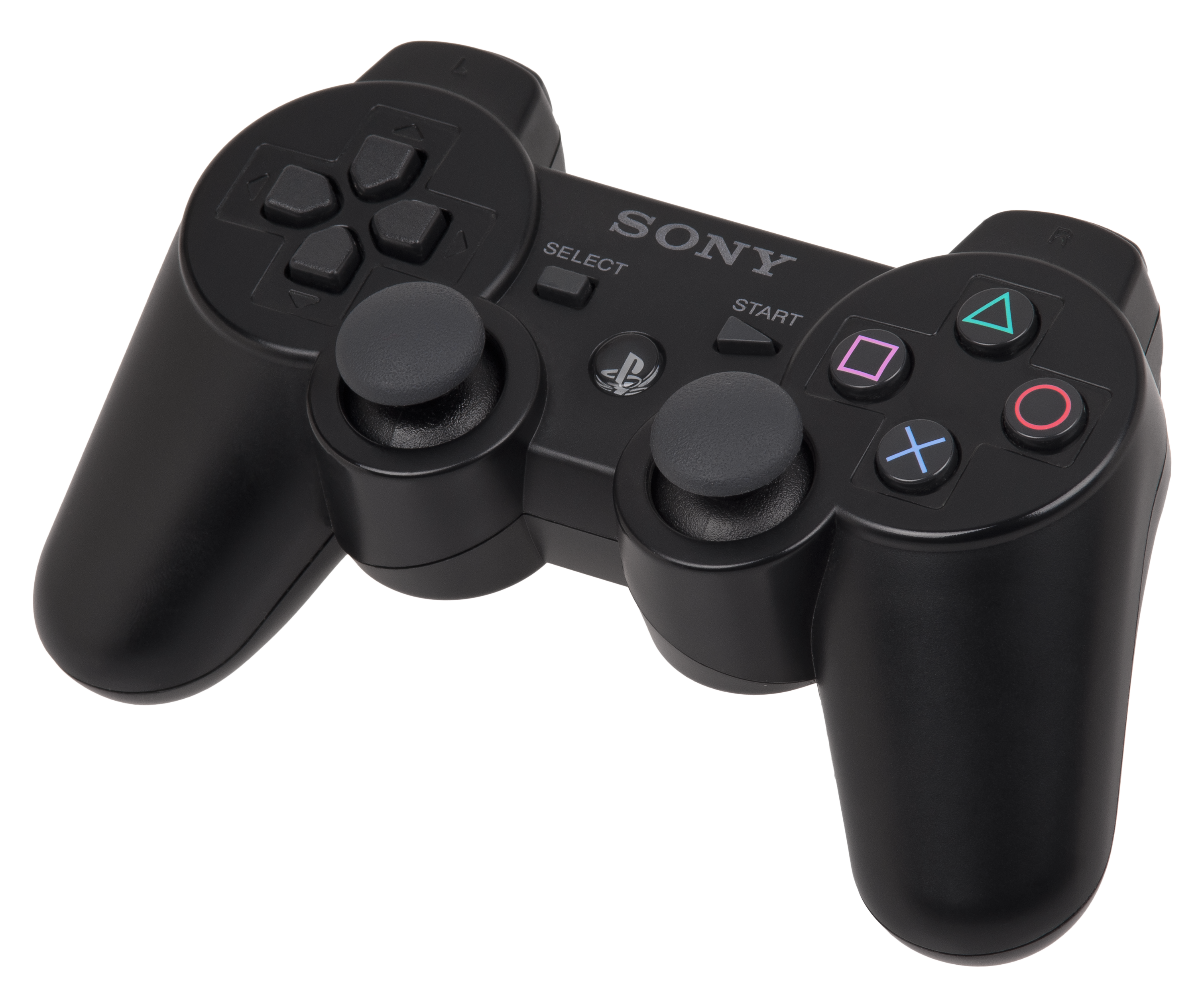
DualShock 3 für die PlayStation 3 (2007)
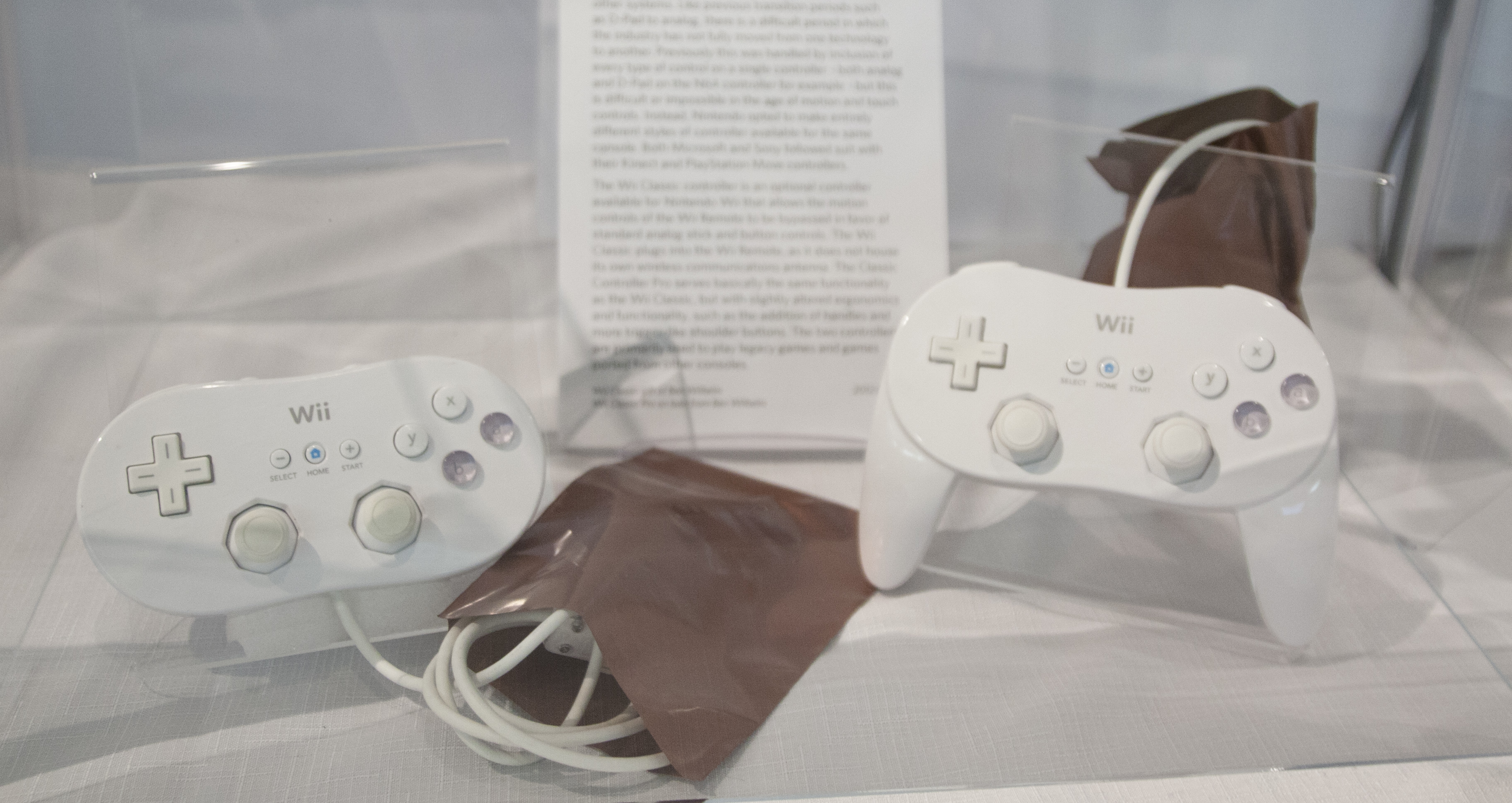
Wii Classic Controller und Wii Classic Controller Pro (2006/2009)
Wii U GamePad (2011)
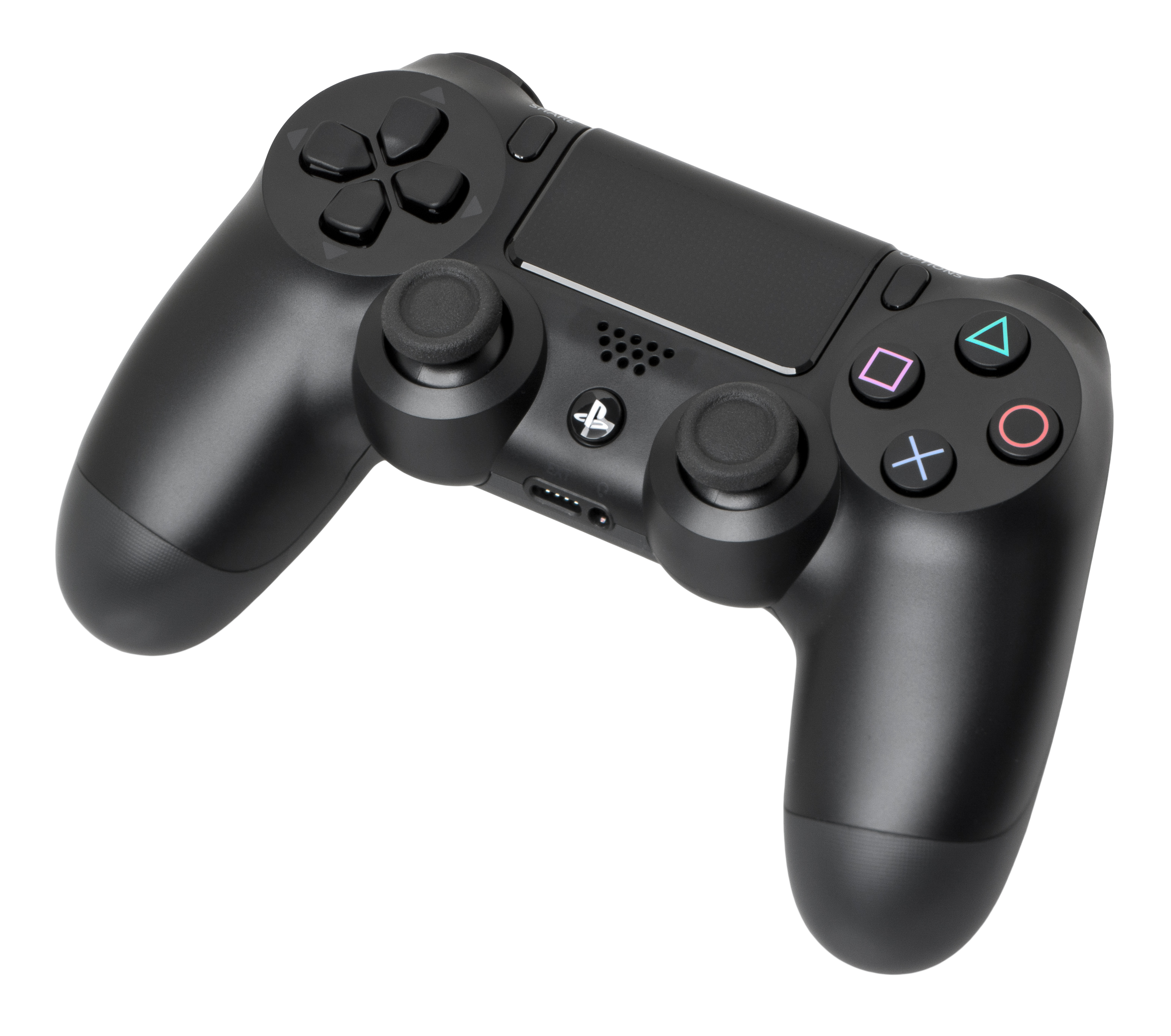
DualShock 4 (2013)
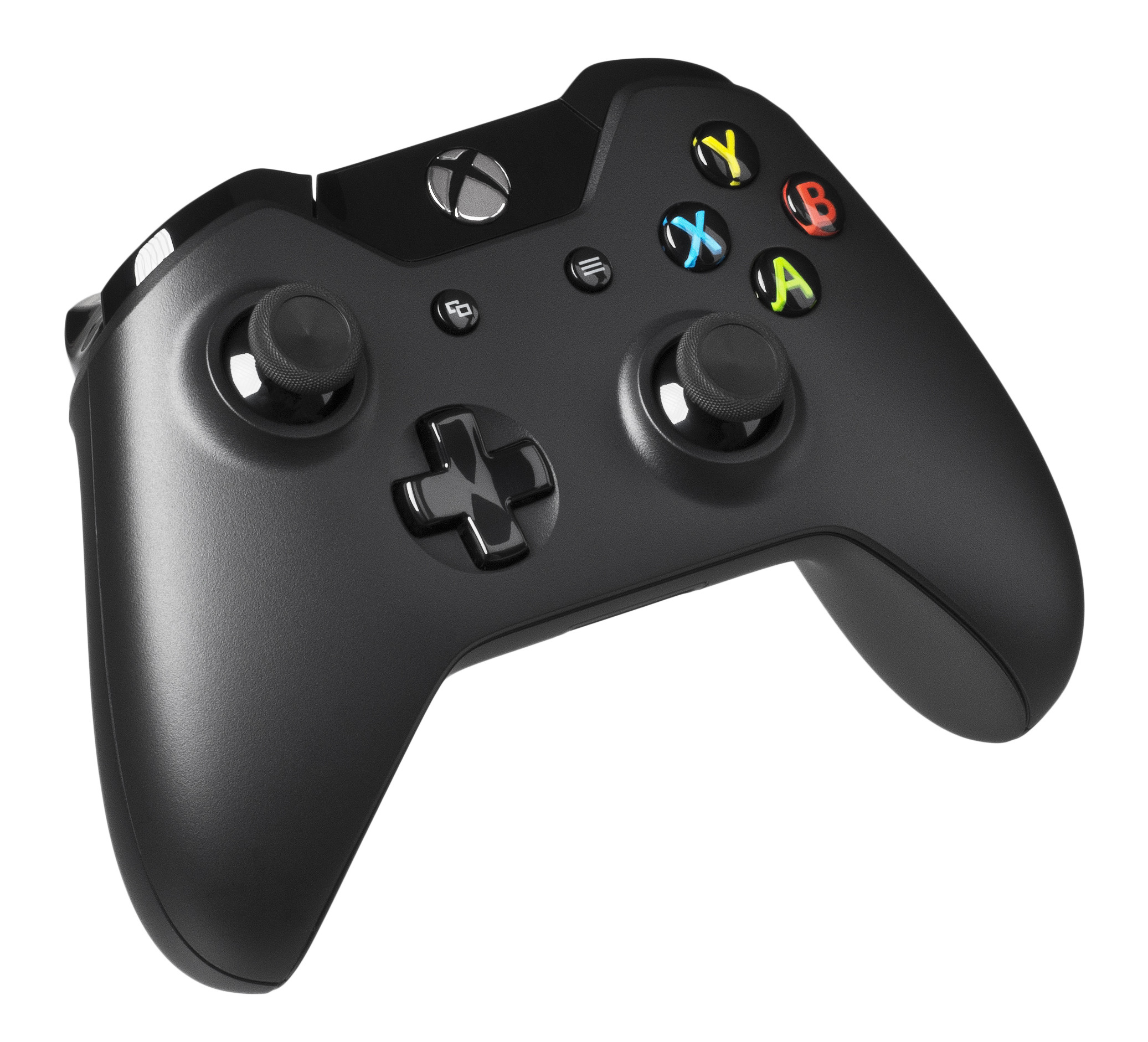
Xbox-One-Controller (2013)
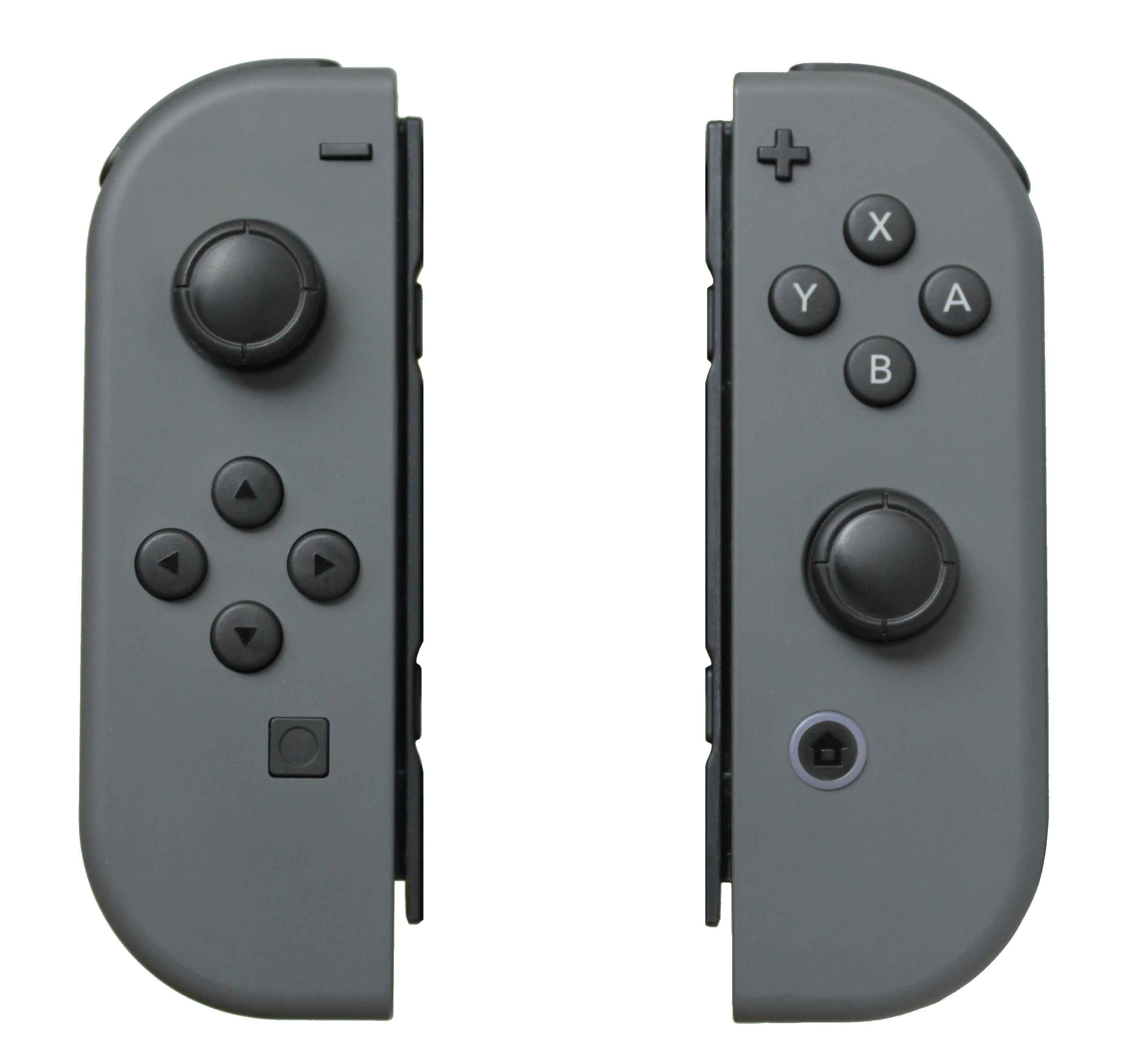
Nintendo Switch Joy-Con (2017)
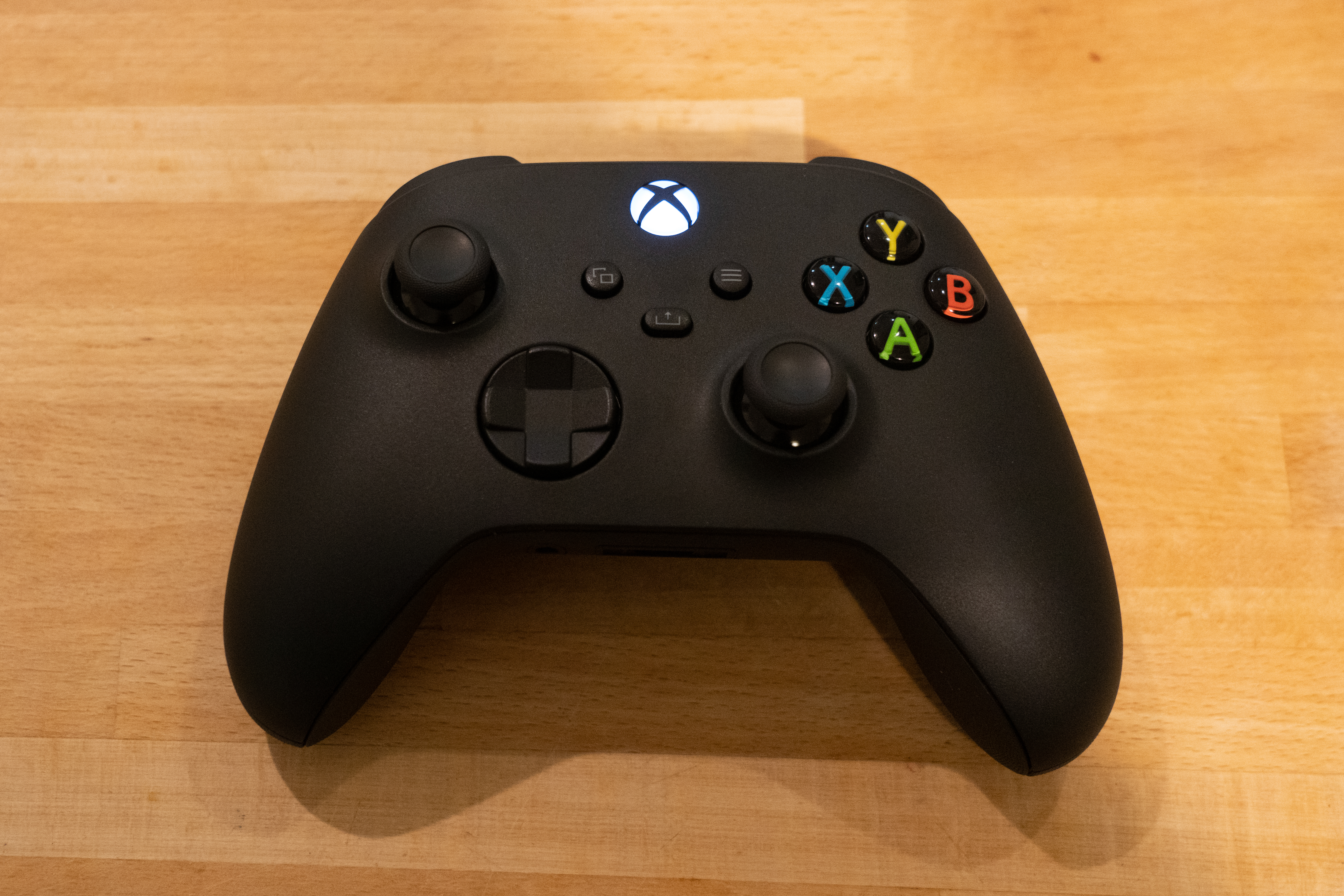
Xbox-Series-Controller (2020)
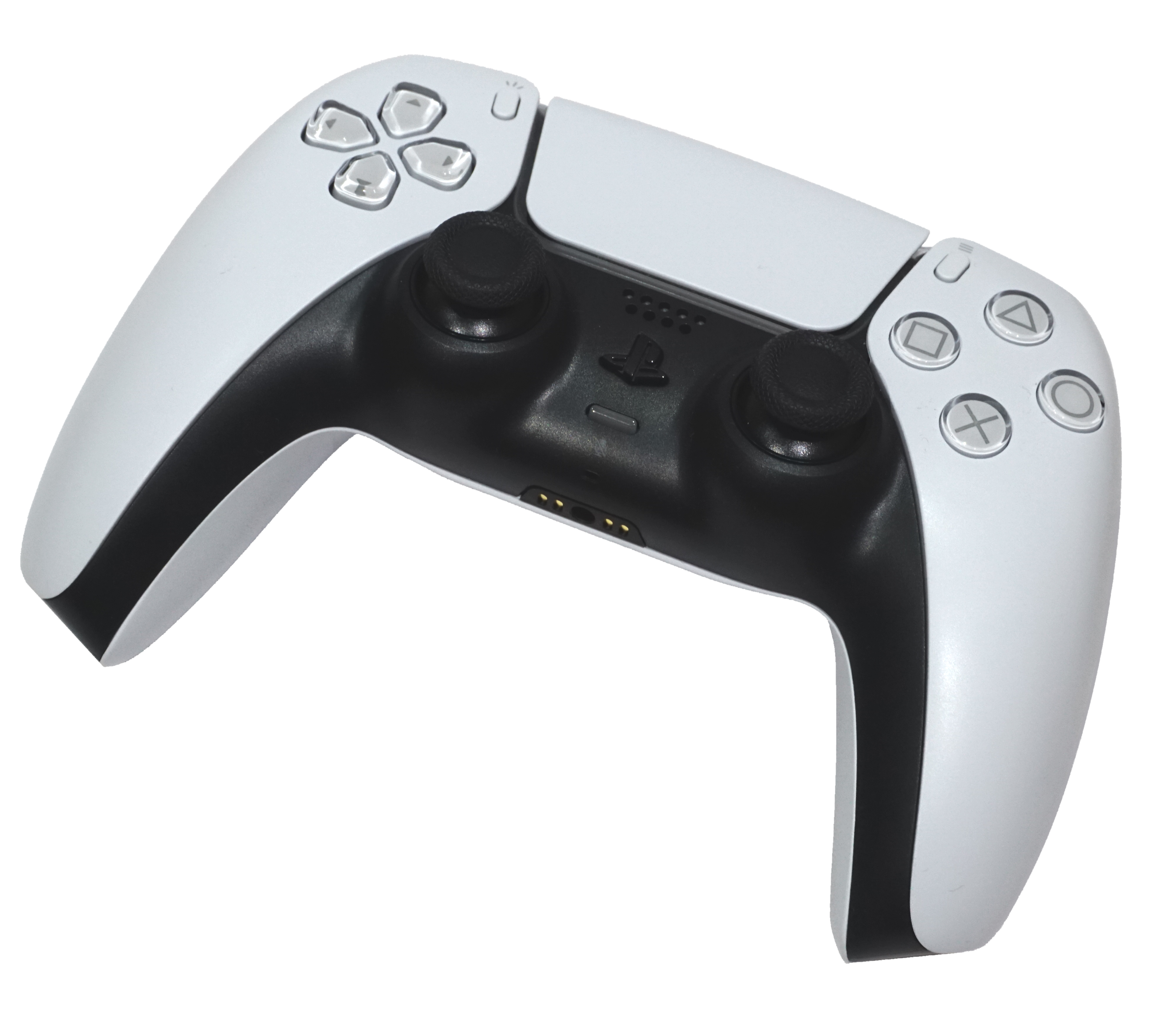
DualSense-Controller für PlayStation 5 (2020)

## Verwendung
Die Domäne des Gamepads sind Spielkonsolen. PC-Spiele, bei denen oft viele Funktionen angesteuert werden müssen, etwa Echtzeit-Strategiespiele, oder eine besonders hohe Präzision bezüglich der absoluten Positionierung des Cursors bzw. Fadenkreuzes erfordern, etwa Ego-Shooter, sind oft auf die Steuerung mit Tastatur und Maus ausgelegt. Spiele, die dagegen Präzision bezüglich Steuerausschlägen erfordern, etwa Flugsimulatoren und Rennspiele, werden bevorzugt mit spezialisierten Eingabegeräten wie z. B. Joysticks und Lenkrädern gesteuert, die eine analoge Erfassung der Steuerung ermöglichen.